# آزادم کن (ترانه دیلان فرانسیس و مارتین گریکس)
«آزادم کن» تک‌آهنگی از دیلان فرانسیس و مارتین گریکس است که در سال ۲۰۱۴ میلادی منتشر شد.
این ترانه در چارت آلتراتاپ به رتبه یک دست یافت.